# سد کامبورو
سد کامبورو (به لاتین: Kamburu Dam) یک سد و نیروگاه برقابی در کنیا است که در Embu County/Machakos County, Eastern Province (Kenya) واقع شده‌است.